# 可児郷土歴史館
可児郷土歴史館（かにきょうどれきしかん）は、岐阜県可児市にある博物館である。

## 概要
可児市の自然・歴史・民俗など幅広い分野の資料を収蔵した総合博物館であり、展示資料は「化石」「考古」「古陶器」「宗教美術」の分野がある。
常設展として「可児の地質時代から現代まで」をテーマに公開している。
慶長年間から明治までおよそ260年間この地にあった千村氏（木曽氏庶流）の屋敷である千村陣屋に建設されており、当時の土塁や石垣跡が残っている。
同じ敷地内には可児市陶芸苑がある。

## 施設

### 施設概要
- 本館（校倉造を模した造り）

1973年（昭和48年）8月開館
延床面積は409.05m2
- 民俗資料館（江戸時代の民家（木造入母屋茅葺平屋建）を移築）

1977年（昭和52年）8月開館
延床面積は138.00m2
耐震性の問題により、2016年（平成28年）5月16日から休館中（外観展示のみ）
- 収蔵庫（鉄筋コンクリート造3階建。資料整理室、展示室含む）

1992年（平成4年）3月竣工
延床面積は293.90m2

### 開館時間
- 9時～16時30分

### 休館日
- 月曜日及び祝日の翌日、年末年始（12月28日～1月4日）
- 連休の場合は、その最終日の翌日１日のみ休館
- 祝日及び連休最終日の翌日が土・日曜日の場合は、開館

### 入館料
- 一般：210円（一般20名以上団体：150円）
- 高校生以下：無料
- 障がい者（手帳提示）の方と付き添いの方（1名）無料
- 共通入館券 ：310円（可児郷土歴史館、戦国山城ミュージアム、荒川豊蔵資料館の3館から2館選択可）

## 交通アクセス
- 東海環状自動車道可児御嵩ICから約3km。
- JR太多線 可児駅よりタクシーで約15分。
- 名鉄広見線 新可児駅よりタクシーで約15分。

## 周辺施設
- 泳宮古跡
- 木曽古文書歴史館
- 荒川豊蔵資料館
- 花フェスタ記念公園